# Championnat de Malte de football 1932-1933
Navigation
Saison précédente Saison suivante
La saison 1932-1933 de First Division Maltaise est la vingt-deuxième édition de la première division maltaise.
Lors de cette saison, Le Valletta United ayant été exclu de la compétition, les quatre meilleurs clubs maltais vont se disputer le titre lors d'une série de matchs se déroulant sur toute l'année.
Les quatre clubs participants au championnat ont été confrontés une fois aux trois autres.
C'est le Sliema Wanderers FC qui a été sacré champion de Malte pour la sixième fois.

## Les quatre clubs participants
| Club                | Stade             | Capacité | Ville  |
| ------------------- | ----------------- | -------- | ------ |
| Hamrun Spartans     | Victor Tedesco    | 6 000    | Hamrun |
| Paola Hibernians FC | Hibernians Ground | 8 000    | Paola  |
| Sliema Wanderers FC | Guze Fava Ground  | 4 000    | Sliema |
| Sliema Rangers      | -                 | -        | Sliema |

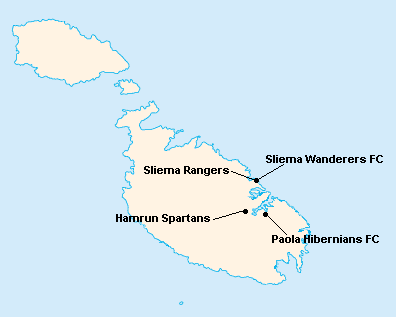
Localisation des clubs engagés dans le championnat.

L'île de Malte étant relativement petite, les clubs évoluent tous au stade National Ta'Qali (17 400 places). Certains cependant ont leur propre enceinte qu'ils peuvent éventuellement utiliser.

## Compétition

### Classement
| Rang | Équipe                  | Pts | J | G | N | P | Bp | Bc | Diff |
| ---- | ----------------------- | --- | - | - | - | - | -- | -- | ---- |
| 1    | Sliema Wanderers FC     | 5   | 3 | 2 | 1 | 0 | 9  | 2  | +7   |
| 2    | Paola Hibernians FC (P) | 5   | 3 | 2 | 1 | 0 | 7  | 2  | +5   |
| 3    | Sliema Rangers          | 2   | 3 | 1 | 0 | 2 | 4  | 10 | -6   |
| 4    | Hamrun Spartans         | 0   | 3 | 0 | 0 | 3 | 1  | 7  | -6   |

| Légende : Qualifications et relégations | Légende : Qualifications et relégations |
| --------------------------------------- | --------------------------------------- |
|                                         | Relégation en Second Division Maltaise  |
|                                         | (P) : Promu en 1931-1932                |

## Bilan de la saison
| Tableau d'Honneur       |                     |
| Compétition             | Vainqueur           |
| First Division Maltaise | Sliema Wanderers FC |

| Promotions et relégations            |                                |
| Relégués en Second Division Maltaise | Sliema Rangers Hamrun Spartans |
| Promus de Second Division Maltaise   | Aucun                          |